# Greg Kwedar
Greg Kwedar (* in Fort Worth) ist ein US-amerikanischer Regisseur, Drehbuchautor und Filmproduzent.

## Leben
Greg Kwedar wurde in Fort Worth geboren, der  fünftgrößten Stadt in Texas. Kwedar war vier Jahre lang an der Texas A&M University eingeschrieben, brach sein Studium aber nach einer Tätigkeit im Filmbereich in Sydney und einer Arbeit in den Slums an der mexikanischen Grenze ab.  Nachdem er nicht an der Graduate School in Film Production der New York University angenommen wurde, zog er im Jahr 2009 nach Austin und begann als Autor und Regisseur für One Spark Films zu arbeiten. Dort lebte seine damalige Freundin und spätere Ehefrau.
Kwedars Spielfilmdebüt Transpecos – Zwischen Gut und Böse herrscht ein schmaler Grat, ein in Texas spielender Grenzthriller, wurde 2016 beim South by Southwest Film Festival erstmals gezeigt. Für seinen zweiten Spielfilm Sing Sing schrieb Kwedar gemeinsam mit Clint Bentley und Brent Buell auch das Drehbuch. Mit Bentley arbeitete er bereits für dessen Filmdrama Jockey von 2021 zusammen, für das er das Drehbuch schrieb. Auf John „Divine G“ Whitfields Geschichte wurde Kwedar durch einen Artikel in dem Männermagazin Esquire mit dem Titel The Sing Sing Follies von John H. Richardson aus dem Jahr 2005 aufmerksam. Er verbüßte in der Sing Sing Correctional Facility eine jahrelange Haftstrafe. Die Weltpremiere des Films fand am 10. September 2023 beim Toronto International Film Festival statt.
Im Sommer 2025 wurde Kwedar Mitglied der Academy of Motion Picture Arts and Sciences.

## Filmografie
- 2009: Manos de madre (Kurzfilm, Regie und Drehbuch)
- 2009: La pluma (Kurzfilm, Regie und Drehbuch)
- 2009: Guest Room (Kurzfilm, Regie und Drehbuch)
- 2012: Rising from Ashes (Kurzfilm, als Produzent)
- 2012: Dared (Kurzfilm, als Produzent)
- 2014: I’ll Remember Everything (Kurzfilm, als Produzent)
- 2015: Dakota (Kurzfilm, Regie und Drehbuch)
- 2016: Transpecos – Zwischen Gut und Böse herrscht ein schmaler Grat (Transpecos, Regie und Drehbuch)
- 2021: Jockey (Drehbuch und als Produzent)
- 2023: Sing Sing (Regie und Drehbuch)
- 2025: Train Dreams (Drehbuch)

## Auszeichnungen
African-American Film Critics Association Award
- 2024: Auszeichnung für das Beste Drehbuch (Sing Sing)[8]

Black Reel Award
- 2025: Nominierung als Bester Film (Sing Sing)[9]

British Academy Film Award
- 2025: Nominierung für das Beste adaptierte Drehbuch (Sing Sing)[10]

Critics’ Choice Movie Award
- 2025: Nominierung für das Beste adaptierte Drehbuch (Sing Sing)

Festival des amerikanischen Films
- 2016: Nominierung für den Grand Special Prize (Transpecos – Zwischen Gut und Böse herrscht ein schmaler Grat)
- 2024: Nominierung für den Grand Special Prize (Sing Sing)

Heartland International Film Festival
- 2024: Auszeichnung mit dem Pioneering Spirit Award (Sing Sing)[11]

Independent Spirit Award
- 2022: Nominierung für den John Cassavetes Award (Jockey)
- 2025: Nominierung als Bester Film (Sing Sing)[12]

Miami Film Festival
- 2024: Nominierung für den Knight Marimbas Award (Sing Sing)

National Board of Review Award
- 2024: Auszeichnung für das Beste adaptierte Drehbuch (Sing Sing)[13]

Oscar
- 2025: Nominierung für das Beste adaptierte Drehbuch (Sing Sing)

Seattle International Film Festival
- 2016: Nominierung im New American Cinema Competition (Transpecos – Zwischen Gut und Böse herrscht ein schmaler Grat)
- 2024: Auszeichnung als Bester Film mit dem Golden Space Needle Award (Sing Sing)

South by Southwest Film Festival
- 2016: Nominierung für en Grand Jury Award im Narrative Feature Competition
- 2016: Auszeichnung mit dem Publikumspreis im Narrative Feature Competition (Transpecos – Zwischen Gut und Böse herrscht ein schmaler Grat)[14]
- 2024: Auszeichnung mit dem Publikumspreis (Sing Sing)

USC Libraries Scripter Award
- 2025: Nominierung für das Beste adaptierte Drehbuch (Sing Sing)[15]